# Preuve de concept

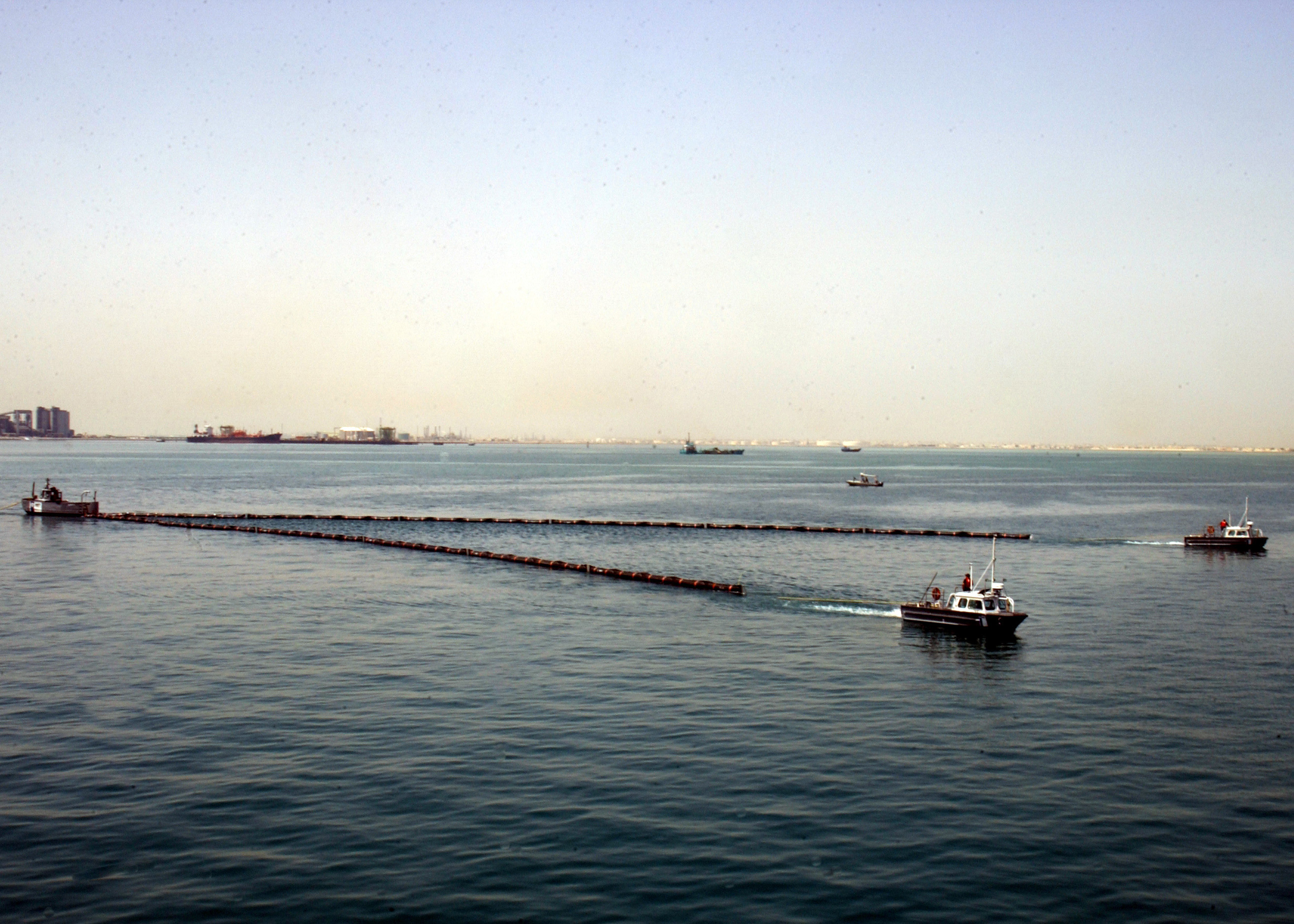
US Navy 060429-N-8959T-088 Deux skimmers en mer tractent une barrière de confinement d'huile à travers l'eau lors d'une démonstration de validation de la collecte et de la récupération de pétrole.

Une preuve de concept (en anglais proof of concept ou POC) ou validation de principe, ou encore démonstration de faisabilité, est une réalisation ayant pour vocation de montrer la faisabilité d'un procédé ou d'une innovation.
Située très en amont dans le processus de développement d'un produit ou d'un process nouveau, la preuve de concept peut être considérée comme une étape importante sur la voie d'un véritable prototype.

## Sécurité informatique
En sécurité informatique, une preuve de concept est la démonstration de l’existence d'une faille logicielle par un programme qui la met en évidence.
La plupart des logiciels présentent des failles. Souvent découvertes par des laboratoires ou chercheurs indépendants, elles sont, suivant les intentions de la personne, publiées sous forme de preuve de concept afin de démontrer leur existence et favoriser la sortie de patchs correctifs. Mais les preuves de concept sont bien souvent déclinées en exploits permettant ainsi l’exécution de code arbitraire.
Ainsi, le premier virus sur iPod, nommé Podloso, avait comme rôle de démontrer qu'il était possible de créer des programmes malveillants pour ce genre d'appareil.